# Twee silhouetten
Twee silhouetten is een hardstenen plastiek van de Belgische kunstenaar Huib Fens.
Het beeld bestaat uit twee uitgesneden figuren van arduin op een grondplaat. Ze staat op een grasland tussen de Sarphatistraat en de Plantage Muidergracht, tegenover het huizenblok tussen Kazernestraat en Alexanderstraat. Aan de overzijde van de Plantage Muidergracht liggen gebouwen van Artis. De drie meter hoge silhouetten hebben officieel geen titel, maar worden aangeduid als Twee silhouetten en plaatselijk Olifant en kat of Golven brekend op het strand. Het object kwam na een opdracht om een fysieke scheiding te maken tussen dierentuin en woonhuizen. Er is in wezen sprake van maar een silhouet; de een is bijna gelijk aan de ander, maar dan een kwartslag (of driekwartslag) gedraaid. De kunstenaar maakte met het beeld een studie over binnen- en buitenvorm. De vlakken zijn glad, de randen ruw. Een van de platen schoot bij plaatsing uit de strop van de kraan, maar bleek onbeschadigd. Het beeld lijkt een overgang in het oeuvre van Fens weer te geven; hij schoof op van drie- naar tweedimensionaal werk; deze beelden zijn amper 10 cm dik. Later kreeg hij last van reuma, waardoor dit soort werk er niet meer in zat. Fens richtte zich ook bijvoorbeeld op poëzie.
Fens maakte destijds meerdere van dit soort plastieken, die verrezen in bijvoorbeeld Groningen (maar dan van staal) en Wouw. 

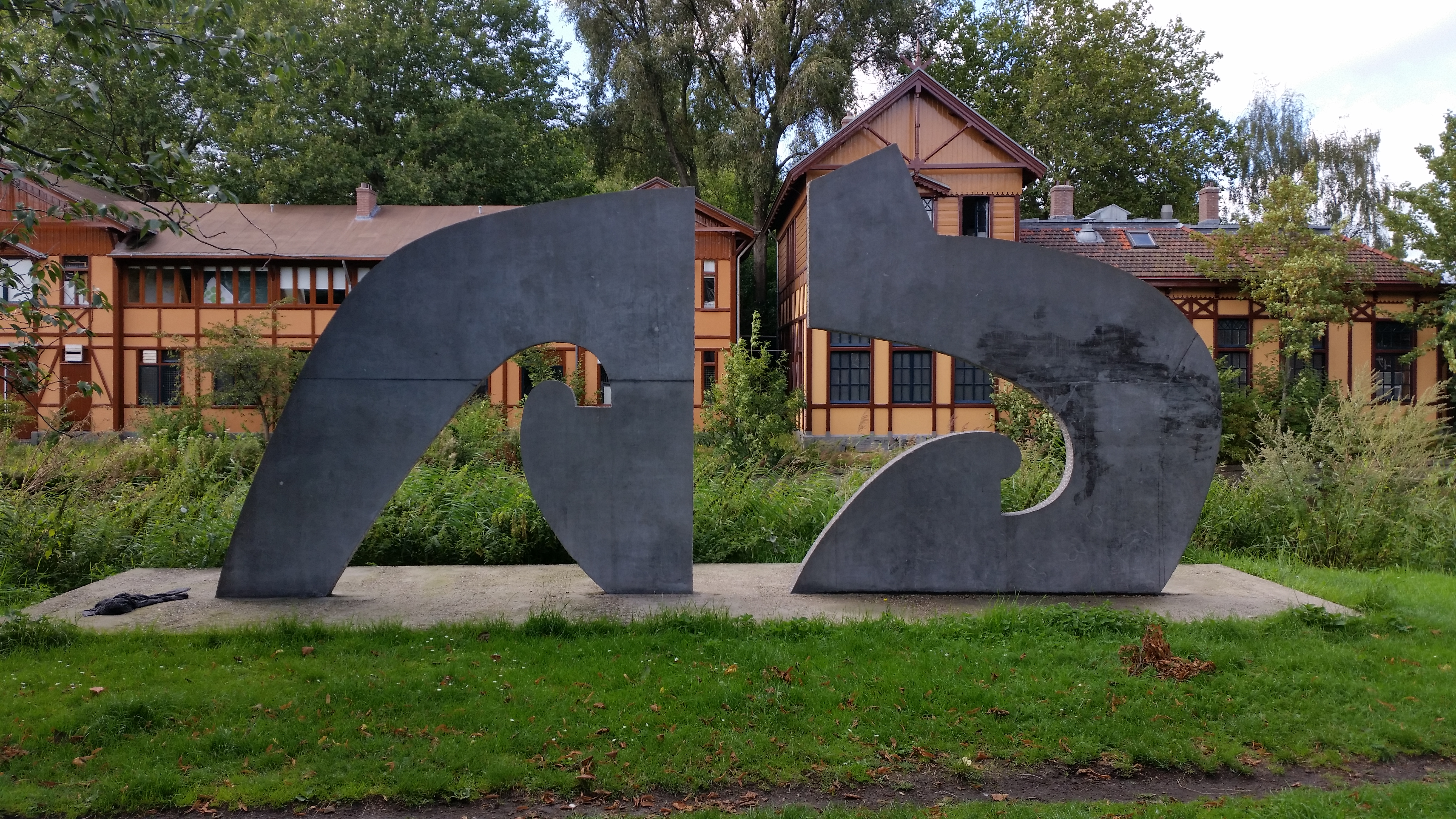
Links olifant, rechts kat met op achtergrond Artis (augustus 2019)